# Upeneichthys vlamingii
Upeneichthys vlamingii är en fiskart som först beskrevs av Cuvier 1829.  Upeneichthys vlamingii ingår i släktet Upeneichthys och familjen mullefiskar. Inga underarter finns listade i Catalogue of Life.